# 五大不朽甘露
《五大不朽甘露》（羅馬化：Paanch Amrut）是印度诗人哈尔达尔·纳格创作的诗歌作品，用桑巴尔普里语写作。该诗作后被苏伦德拉·纳特翻译成英语，名为，收录于《卡维扬贾利》第一卷以及《哈尔达尔·纳格诗选集》（Haldhar Nag Selected Poems）中，也是《卡维扬贾利》中收录的第一首诗歌。
诗中的“五大不朽甘露”指的是来自七大洋、天空中的月亮、母亲的胸怀、崇高原则和诗人的潦草笔迹。

## 演绎
- 2019年，哈尔达尔·纳格在纪录片《虚拟婆罗多》中朗诵了他的诗作《五大不朽甘露》和《给诗人哈尔达尔的一封信》。[4][5]
- 印度作家兼电影导演古尔扎尔（英语：Gulzar）的著作《一日一诗》（英語：A Poem A Day，ISBN 9789353575908）中，也包含了哈尔达尔·纳格的两首诗作《五大不朽甘露》和《给诗人哈尔达尔的一封信》。[6][7]由杜尔迦·普拉萨德·潘达（Durga Prasad Panda）英译，与苏伦德拉·纳特翻译的版本不同。